# Лігейя
«Лігея» (англ. Ligeia) — оповідання американського письменника  Едгара Аллана По, написане і опубліковане в 1838 році.

## Сюжет
Автор розповіді починає свою історію з того, що він ніяк не може згадати, де і коли він познайомився з леді Лігеєю. Вони познайомилися і через деякий час одружилися. Оповідач описує всю красу і пишність Лігеї. За його словами, ніяка муза не змогла б зрівнятися з красою Лігеї. Вона була шалено красива і розумна, завжди могла підтримати розмову і поговорити про щось цікаве. Автор описує її божественне обличчя, і, за його словами, очі Лігеї були самі таємничі. У ці очі він дивився по ночах, бажаючи зрозуміти їх загадковість.
Але хороше життя тривало недовго. Незабаром Лігея захворює важкою хворобою і вмирає. В останній день свого життя вона попросила чоловіка прочитати вірш, написаний нею. Після цього почалося марення, і життя Лігеї закінчилось.
Через місяць після смерті дружини автор зустрічає леді Ровену Тревеніон з Тревейна. Вони одружуються і переходять жити в абатство, імені якого автор не бажає називати. Він описує кімнату, в якій вони спали. Так проходить чимало часу. Незабаром Ровена захворює. Автор згадує Лігею. Хвороба викликала у неї видіння і марення. За її словами, вона чула звуки, бачила різні фігури, але автор не вірить їй доти, поки сам не бачить таємничу прозору фігуру, коли ходить за вином Ровени. Потім він побачив прозорі, майже невидимі краплі, які лилися до рота Ровени. Через кілька днів вона вмирає. До похорону її тіло залишається в кімнаті. Автор не міг заснути через незрозумілі звуки: плач, дихання, шурхіт. Коли він підійшов до тіла Ровени, її губи заворушилися. Автор був переконаний, що вона жива, проте слуг покликати не міг, тому що вони перебували далеко. Він нічого не міг вдіяти. Ровена ворушилася все більше і більше. Незабаром вона встала на ноги і впала на руки головного героя. Її обличчя змінилося. Це була леді Лігея.

## Аналіз
Основні теми:
- Смерть прекрасної жінки (див: «Береніка», «Падіння дому Ашерів», «Морелла»)
- Воскресіння (див: «Падіння дому Ашерів», «Морелла», «Метценгерштейн»)
- Зловживання психоактивними речовинами (див: «Чорний кіт», «Жабка»)